# Europees schaakkampioenschap voor landenteams

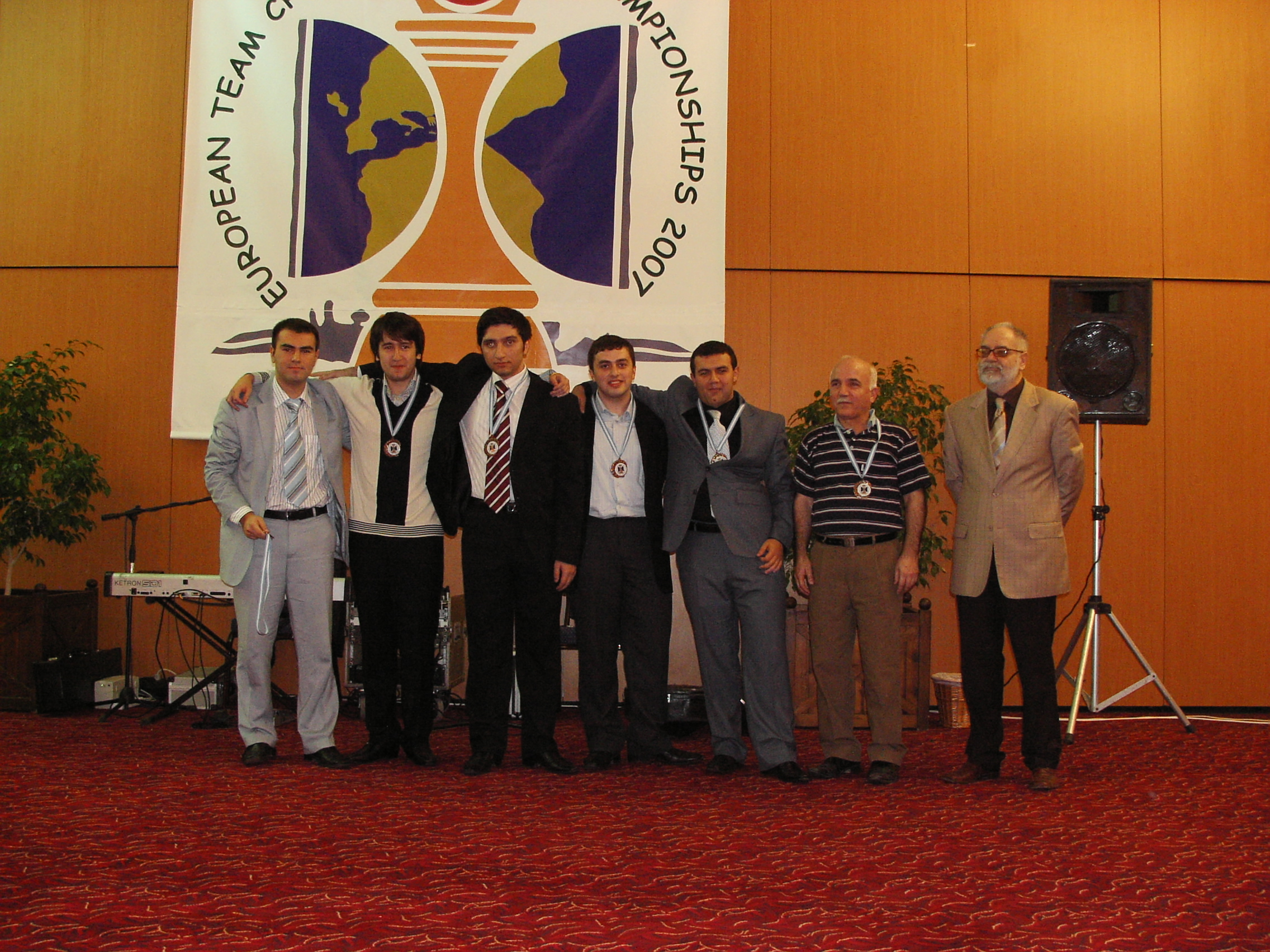
Het mannenteam van Azerbeidzjan met de bronzen medailles in 2007: later zouden ze goud halen in 2009, en zilver in 2011

Het Europese Schaakkampioenschap voor landenteams is een internationaal schaaktoernooi voor teams, waaraan mag worden deelgenomen door Europese landen waarvan de schaakfederaties liggen in zone 1.1 t/m 1.9. Dit komt min of meer overeen met de bredere definitie van Europa die gehanteerd wordt bij bijvoorbeeld het Eurovisiesongfestival en die ook Israël, Rusland en voormalige Sovjetlanden in Oost-Europa en de Zuidelijke Kaukasus omvat. Het toernooi wordt gehouden onder de vlag van de Europese Schaakfederatie.  

## Geschiedenis
Het idee werd geboren in het begin van de jaren '50 toen werd ervaren dat er behoefte bestond aan een extra teamtoernooi. Er werd een mannentoernooi opgezet dat iedere vier jaar werd gehouden, met de bedoeling de 'gaten' in te vullen tussen Schaakolympiades. De laatste jaren is het toernooi gegroeid in belang en populariteit en wordt erkend als prestigieus toernooi, zowel voor mannen als vrouwen. 
De eerste kampioenschapsfinale werd gehouden in Wenen en Baden bij Wenen in augustus 1957. Het was een dubbelrondig toernooi, met een opmerkelijke overwinning in ronde 2 van het Joegoslavische team op het machtige Russische team. 
Tijdens de volgende twintig jaar werd het toernooi iedere 4 jaar georganiseerd, hoewel het toernooi in Kapfenberg 1 jaar uitgesteld werd. Sinds 1977 worden de toernooien iedere 3 of 2 jaar georganiseerd. Met het vrouwentoernooi werd begonnen in Debrecen in 1992. 

## Format

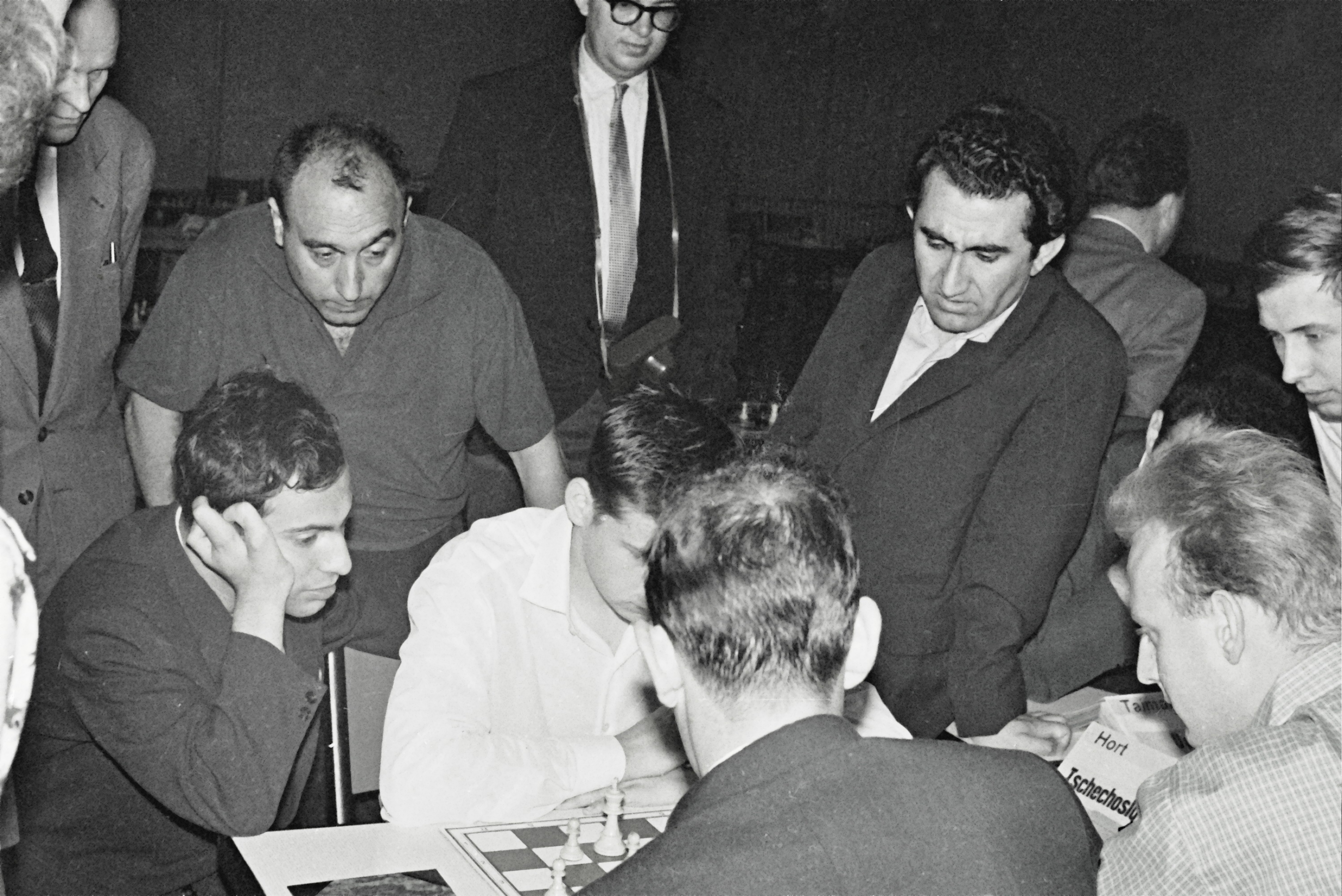
Oberhausen 1961: de voormalig wereldkampioenen Michail Tal (links zittend) en Tigran Petrosjan (rechts staand) volgen de partijen

In de eerste jaren waren er kleine wijzigingen in de toernooiformule, waardoor een groter aantal teams kon deelnemen. Bij de start waren er slechts vier finale-plaatsen beschikbaar, en diverse kansrijke teams sneuvelden in de voorronden. Tussen de start en 1973 was de toernooi-omvang verdubbeld; in 1973 namen 24 landen deel aan de voorronden, strijdend om acht plaatsen voor de finale die werd gehouden in Bath. In dezelfde periode was het aantal borden per match ingekrompen van 10 tot 8, om de kosten voor organisatie en deelnemende landen te drukken. 
In het nieuwe millennium werd het format radicaal gewijzigd. Het is nu een 9-rondig Zwitsers toernooi met het format van de Schaakolympiade, met gescheiden competities voor vrouwenteams en mannenteams.  In Göteborg in 2005, bestond de mannencompetitie uit 40 teams (inclusief Zweden B en Zweden C) en de vrouwencompetitie uit 26 teams (inclusief Zweden B). Iedere ronde werd er geschaakt aan 4 borden en teams bestonden uit 4 spelers plus een reservespeler.  
Aanvankelijk werd er gespeeld om de Europacup, tegenwoordig zijn er gouden, zilveren en bronzen medailles voor de drie beste teams en ook prijzen voor verdienstelijke persoonlijke scores. 
Vanaf het toernooi in 2003, in de Bulgaarse stad Plovdiv, was er een belangrijke verandering, zowel bij de mannen als bij de vrouwen. Er wordt vanaf toen gescoord op basis van matchpunten en niet meer op basis van partij-uitslagen. Alleen in het geval van gelijke scores geven partij-uitslagen nog de doorslag. 

## Uitslagen

### Nummers 1, 2 en 3 bij de mannenteams
| Jaar | Locatie                  | Goud | Zilver | Brons |
| 1957 | Oostenrijk Wenen         | Sovjet-Unie Paul Keres David Bronstein Michail Tal Boris Spasski Tigran Petrosjan Vasili Smyslov Mark Tajmanov Viktor Kortsjnoj Alexander Tolush Isaac Boleslavski Joeri Averbach Lev Aronin            | Joegoslavië Svetozar Gligorić Aleksandar Matanović Borislav Ivkov Petar Trifunović Andrija Fuderer Nikola Karaklajic Srecko Nedeljkovic Borislav Milic Mario Bertok Braslav Rabar Bozidar Durasevic Tomislav Rakic | Tsjecho-Slowakije Miroslav Filip Luděk Pachman Ladislav Alster František Zíta Julius Kozma Jan Sefc Jiri Fichtl Frantisek Pithart Josef Rejfir Jaroslav Jezek Frantisek Blatny Maximilian Ujtelky                 |
| 1961 | Duitsland Oberhausen     | Sovjet-Unie Michail Botvinnik Michail Tal Paul Keres Tigran Petrosjan Vasili Smyslov Viktor Kortsjnoj Jefim Geller Mark Tajmanov Lev Poloegajevski Semen Furman Alexander Tolush Vladimir Bagirov       | Joegoslavië Svetozar Gligorić Petar Trifunović Aleksandar Matanović Mario Bertok Milan Matulovic Mijo Udovcic Dragoljub Ciric Borislav Milic Srecko Nedeljkovic Dragoljub Minic Dražen Marović Bozidar Durasevic   | Hongarije László Szabó Lajos Portisch Gedeon Barcza István Bilek Tibor Florian Karol Honfi Ervin Haag Jozsef Pogats Gyozo Forintos Levente Lengyel Jozsef Szily Laszlo Navarovszky                                |
| 1965 | Duitsland Hamburg        | Sovjet-Unie Tigran Petrosjan Michail Botvinnik Viktor Kortsjnoj Vasili Smyslov David Bronstein Leonid Stein Mark Tajmanov Joeri Averbach Nikolai Krogius Isaak Boleslavski Anatoly Lein Anatoly Lutikov | Joegoslavië Borislav Ivkov Svetozar Gligorić Aleksandar Matanović Milan Matulovic Bruno Parma Petar Trifunović Mato Damjanovic Mijo Udovcic Dragoljub Ciric Dragoljub Minic Dražen Marović Ivan Buljovcic          | Hongarije Lajos Portisch László Szabó István Bilek Levente Lengyel Gedeon Barcza Gyozo Forintos Karol Honfi Peter Dely Janos Flesch Gyula Kluger Joszef Pogats Laszlo Navarovszky                                 |
| 1970 | Oostenrijk Kapfenberg    | Sovjet-Unie Tigran Petrosjan Viktor Kortsjnoj Lev Poloegajevski Jefim Geller Vasili Smyslov Mark Tajmanov Michail Tal Paul Keres Leonid Stein Ratmir Kholmov Yuri Balashov Aivars Gipslis               | Hongarije Lajos Portisch Levente Lengyel László Szabó Gedeon Barcza Laszlo Barczay István Bilek Peter Dely István Csom Gyozo Forintos Karol Honfi András Adorján Ervin Haag                                        | Duitse Democratische Republiek Wolfgang Uhlmann Burkhard Malich Reinhart Fuchs Arthur Hennings Heinz Liebert Lothar Zinn Friedrich Baumbach Lutz Espig Werner Golz Lothar Vogt Manfred Schoneburg Detlef Neukirch |
| 1973 | Engeland Bath            | Sovjet-Unie Boris Spasski Tigran Petrosjan Viktor Kortsjnoj Anatoli Karpov Michail Tal Vasili Smyslov Jefim Geller Gennadi Koezmin Vladimir Toekmakov Yuri Balashov                                     | Joegoslavië Svetozar Gligorić Borislav Ivkov Ljubomir Ljubojević Aleksandar Matanović Bruno Parma Albin Planinc Dragoljub Velimirovic Milan Matulovic Enver Bukic Dragoljub Minic                                  | Hongarije Lajos Portisch László Szabó István Bilek Zoltán Ribli István Csom Gyozo Forintos András Adorján Gyula Sax Karol Honfi Janos Tompa                                                                       |
| 1977 | Sovjet-Unie Moskou       | Sovjet-Unie Anatoli Karpov Tigran Petrosjan Lev Poloegajevski Michail Tal Yuri Balashov Jefim Geller Oleh Romanysjyn Vitali Tsesjkovski Iosif Dorfman Jevgeni Svesjnikov                                | Hongarije Lajos Portisch Zoltán Ribli Gyula Sax István Csom András Adorján Ivan Farago Laszlo Vadasz Laszlo Barczay Peter Lukacs Laszlo Hazai                                                                      | Joegoslavië Ljubomir Ljubojević Svetozar Gligorić Aleksandar Matanović Dragoljub Velimirovic Bruno Parma Borislav Ivkov Enver Bukic Krunoslav Hulak Milorad Knezevic Srdjan Marangunic                            |
| 1980 | Zweden Skara             | Sovjet-Unie Anatoli Karpov Michail Tal Tigran Petrosjan Lev Poloegajevski Jefim Geller Yuri Balashov Oleh Romanysjyn Rafael Vaganian Artur Joesoepov Garri Kasparov                                     | Hongarije Lajos Portisch Zoltán Ribli András Adorján Gyula Sax István Csom Ivan Farago Laszlo Vadasz József Pintér Peter Lukacs Laszlo Hazai                                                                       | Engeland Anthony Miles Michael Stean John Nunn Jon Speelman Raymond Keene William Hartston Jonathan Mestel Robert Bellin John Littlewood Simon Webb                                                               |
| 1983 | Bulgarije Plovdiv        | Sovjet-Unie Anatoli Karpov Lev Poloegajevski Tigran Petrosjan Rafael Vaganian Oleksandr Beljavsky Vladimir Toekmakov Lev Psakhis Oleh Romanysjyn Artur Joesoepov Jefim Geller                           | Joegoslavië Ljubomir Ljubojević Svetozar Gligorić Predrag Nikolić Vladimir Kovacevic Bojan Kurajica Krunoslav Hulak Dusan Rajkovic Bozidar Ivanović Stefan Đurić Mišo Cebalo                                       | Hongarije Lajos Portisch Zoltán Ribli Gyula Sax József Pintér András Adorján István Csom Ivan Farago Atilla Groszpeter Atilla Schneider Tamas Horvath                                                             |
| 1989 | Israël Haifa             | Sovjet-Unie Valeri Salov Oleksandr Beljavsky Rafael Vaganian Mikhail Gurevich Boris Gelfand Lev Poloegajevski Viacheslav Eingorn Vladimir Toekmakov                                                     | Joegoslavië Ivan Sokolov Krunoslav Hulak Bogdan Lalić Miodrag Todorcevic Vladimir Kovacevic Dragan Barlov Ognen Cvitan Stefan Đurić                                                                                | Duitsland Robert Hübner Vlastimil Hort Eric Lobron Stefan Kindermann Matthias Wahls Joerg Hickl Klaus Bischoff Stefan Mohr                                                                                        |
| 1992 | Hongarije Debrecen       | Rusland Garri Kasparov Jevgeni Barejev Vladimir Kramnik Aleksej Drejev Alexey Vyzmanavin | Oekraïne Vasyl Ivantsjoek Oleksandr Beljavsky Oleh Romanysjyn Viacheslav Eingorn Igor Novikov | Engeland Nigel Short Jon Speelman Michael Adams John Nunn Anthony Miles |
| 1997 | Kroatië Pula             | Engeland Nigel Short Michael Adams Jon Speelman Matthew Sadler Julian Hodgson | Rusland Jevgeni Barejev Pjotr Svidler Vadim Zvjaginsev Igor Glek Yuri Yakovich | Armenië Vladimir Akopian Rafael Vaganian Smbat Lputian Artashes Minasian Asjot Anastasian |
| 1999 | Georgië Batoemi          | Armenië Smbat Lputian Artashes Minasian Asjot Anastasian Levon Aronian Arshak Petrosian | Hongarije Péter Lékó Judit Polgár Zoltán Almási Alexander Chernin József Pintér | Duitsland Artur Joesoepov Robert Hübner Rustem Dautov Christopher Lutz Christian Gabriel |
| 2001 | Spanje León              | Nederland Loek van Wely Jeroen Piket Sergej Tiviakov Erik van den Doel Friso Nijboer | Frankrijk Etienne Bacrot Joel Lautier Christian Bauer Jean-Marc Degraeve Laurent Fressinet | Duitsland Christopher Lutz Robert Hübner Gerald Hertneck Klaus Bischoff Rainer Buhmann |
| 2003 | Bulgarije Plovdiv        | Rusland Pjotr Svidler Jevgeni Barejev Aleksandr Grisjtsjoek Aleksandr Morozevitsj Aleksandr Chalifman                                                                                                   | Israël Boris Gelfand Ilya Smirin Emil Sutovsky Boris Avrukh Michael Roiz | Georgië Zoerab Azmaiparasjvili Baadoer Dzjobava Mikheil Mchedlishvili Georgi Kacheishvili Merab Gagoenasjvili |
| 2005 | Zweden Göteborg          | Nederland Loek van Wely Ivan Sokolov Sergej Tiviakov Jan Timman Erik van den Doel | Israël Boris Gelfand Emil Sutovsky Ilya Smirin Boris Avrukh Sergey Erenburg | Frankrijk Etienne Bacrot Joel Lautier Josif Dorfman Laurent Fressinet Christian Bauer |
| 2007 | Griekenland Kreta        | Rusland Pjotr Svidler Aleksandr Morozevitsj Aleksandr Grisjtsjoek Jevgeni Aleksejev Dmitri Jakovenko | Armenië Levon Aronian Vladimir Akopian Gabriel Sargissian Karen Asrian Smbat Lputian | Azerbeidzjan Teimour Radjabov Vugar Gashimov Gadir Guseinov Shakhriyar Mamedyarov Rauf Mammadov |
| 2009 | Servië Novi Sad          | Azerbeidzjan Teimour Radjabov Vugar Gashimov Gadir Guseinov Shakhriyar Mamedyarov Rauf Mammadov | Rusland Pjotr Svidler Aleksandr Morozevitsj Dmitri Jakovenko Jevgeni Aleksejev Jevgeni Tomasjevski | Oekraïne Pavel Eljanov Andrej Volokitin Zachar Jefimjenko Joeri Drozdovsky Yuriy Kryvoruchko |
| 2011 | Griekenland Porto Carras | Duitsland Arkady Naiditsch Georg Meier Daniël Fridman Jan Gustafsson Rainer Buhmann | Azerbeidzjan Teimour Radjabov Vugar Gashimov Shakhriyar Mamedyarov Gadir Guseinov Eltaj Safarli | Hongarije Péter Lékó Zoltán Almási Ferenc Berkes Csaba Balogh Zoltán Gyimesi |
| 2013 | Polen Warschau           | Azerbeidzjan Shakhriyar Mamedyarov Teimour Radjabov Eltaj Safarli Rauf Mamedov Qadir Huseynov | Frankrijk Etienne Bacrot Maxime Vachier-Lagrave Romain Edouard Vladislav Tkachiev Hicham Hamdouchi | Rusland Alexander Grischuk Peter Svidler Dmitry Andreikin Alexander Morozevich Jevgeni Tomasjevski |
| 2015 | IJsland Reykjavik        | Rusland Peter Svidler Alexander Grischuk Jevgeni Tomasjevski Ian Nepomniachtchi Dmitry Jakovenko | Armenië Levon Aronian Gabriel Sargissian Sergei Movsesian Hrant Melkumyan Karen H. Grigoryan | Hongarije Peter Leko Richárd Rapport Zoltán Almási Ferenc Berkes Csaba Balogh |
| 2017 | Griekenland Kreta        | Azerbeidzjan Shakhriyar Mamedyarov Teimour Radjabov Arkady Naiditsch Rauf Mamedov Gadir Guseinov | Rusland Alexander Grischuk Ian Nepomniachtchi Nikita Vitiugov Maxim Matlakov Daniil Dubov | Oekraïne Pavel Eljanov Yuriy Kryvoruchko Ruslan Ponomariov Yuriy Kuzubov Martyn Kravtsiv |
| 2019 | Georgië Batoemi          | Rusland Dmitry Andreikin Nikita Vitiugov Kirill Alekseenko Maxim Matlakov Daniil Dubov | Oekraïne Vassily Ivanchuk Yuriy Kuzubov Andrei Volokitin Alexander Moiseenko Volodimir Onisjtsjoek | Engeland Michael Adams Luke McShane David Howell Gawain Jones Nicholas Pert |

### Nummers 1, 2 en 3 bij de vrouwenteams
| Jaar | Locatie                  | Goud | Zilver                                                                                                 | Brons |
| 1992 | Hongarije Debrecen       | Oekraïne Alisa Galljamova Marta Litinskaya Irina Chelushkina                                                    | Georgië Ketevan Arakhamia Nino Gurieli Ketino Kachiani                                                 | Azerbeidzjan Firuza Valikhanli Ilaha Kadimova                                                                 |
| 1997 | Kroatië Pula             | Georgië Maia Tsjiboerdanidze Nana Ioseliani Ketevan Arakhamia                                                   | Roemenië Corina Peptan Cristina Foisor Elena Cosma                                                     | Engeland Susan Lalic Harriet Hunt Ruth Sheldon                                                                |
| 1999 | Georgië Batoemi          | Slowakije Zuzana Hagarova Regina Pokorna Alena Bekiarisova                                                      | Joegoslavië Alisa Marić Natasa Bojkovic Maria Manakova                                                 | Roemenië Corina Peptan Szidonia Vajda Elena Cosma                                                             |
| 2001 | Spanje León              | Frankrijk Maria Leconte Marie Sebag Roza Lallemand                                                              | Moldavië Almira Skripchenko Svetlana Petrenko                                                          | Engeland Harriet Hunt Jovanka Houska Susan Lalic                                                              |
| 2003 | Bulgarije Plovdiv        | Armenië Elina Danielian Lilit Mkrtchian Nelly Aginian                                                           | Hongarije Yelena Dembo Szidonia Vajda Anita Gara                                                       | Rusland Alisa Galljamova Svetlana Matvejeva Aleksandra Kostenjoek                                             |
| 2005 | Zweden Göteborg          | Polen Iveta Radziewicz Monika Soćko Jolanta Zawadzka Joanna Dworakowska Marta Zielinska                         | Georgië Maia Tsjiboerdanidze Nino Khurtsidze Maia Lomineishvili Nana Dzagnidze Ketevan Arakhamia       | Rusland Aleksandra Kostenjoek Nadezjda Kosintseva Jekaterina Kovalevskaja Tatjana Kosintseva Alisa Galljamova |
| 2007 | Griekenland Kreta        | Rusland Aleksandra Kostenjoek Tatjana Kosintseva Nadezjda Kosintseva Jekaterina Kovalevskaja Jekaterina Korboet | Polen Monika Soćko Iveta Radziewicz Jolanta Zawadzka Joanna Dworakowska Marta Przezdziecka             | Armenië Elina Danielian Lilit Mkrtchian Nelly Aginian Siranush Andriasian Liana Aghabekian                    |
| 2009 | Servië Novi Sad          | Rusland Aleksandra Kostenjoek Tatjana Kosintseva Nadezjda Kosintseva Marina Romanko Valentina Goenina           | Georgië Nana Dzagnidze Lela Dzjavachisjvili Sopiko Khukhashvili Nino Khurtsidze Bela Khotenashvili     | Oekraïne Kateryna Lahno Natalja Zjoekova Anna Oesjenina Inna Gaponenko Natalia Zdebskaya                      |
| 2011 | Griekenland Porto Carras | Rusland Nadezjda Kosintseva Tatjana Kosintseva Valentina Goenina Aleksandra Kostenjoek Natalia Pogonina         | Polen Monika Soćko Jolanta Zawadzka Joanna Majdan-Gajewska Karina Szczepkowska-Horowska Katarzyna Toma | Georgië Nana Dzagnidze Lela Dzjavachisjvili Nazi Paikidze Nino Khurtsidze Salome Melia                        |
| 2013 | Polen Warschau           | Oekraïne Kateryna Lahno Anna Ushenina Maria Moezytsjoek Natalia Zhukova Inna Gaponenko                          | Rusland Valentina Gunina Alexandra Kosteniuk Natalija Pogonina Olga Girya Aleksandra Goryachkina       | Polen Monika Socko Jolanta Zawadzka Joanna Majdan-Gajewska Iveta Rajlich Karina Szczepkowska-Horowska         |
| 2015 | IJsland Reykjavik        | Rusland Alexandra Kosteniuk Kateryna Lahno Valentina Gunina Aleksandra Goryachkina Anastasia Bodnaruk           | Oekraïne Maria Moezytsjoek Anna Muzychuk Natalia Zhukova Anna Ushenina Inna Gaponenko                  | Georgië Nana Dzagnidze Bela Khotenashvili Lela Dzjavachisjvili Nino Batsiashvili Meri Arabidze                |
| 2017 | Griekenland Kreta        | Rusland Alexandra Kosteniuk Kateryna Lahno Valentina Gunina Olga Girya Aleksandra Goryachkina                   | Georgië Nana Dzagnidze Nino Batsiashvili Bela Khotenashvili Lela Dzjavachisjvili Salome Melia          | Oekraïne Anna Muzychuk Natalia Zhukova Anna Ushenina Inna Gaponenko Iulija Osmak                              |
| 2019 | Georgië Batoemi          | Rusland Aleksandra Goryachkina Kateryna Lahno Olga Girya Valentina Gunina Alina Kashlinskaya                    | Georgië Nana Dzagnidze Lela Dzjavachisjvili Bela Khotenashvili Meri Arabidze Salome Melia              | Azerbeidzjan Gunay Mammadzada Khanim Balajayeva Ulviyya Fataliyeva Gulnar Mammadova Turkan Mamedjarova        |